# Strukturell rigiditet

Grafer ritade som styva stavar förbundna med gångjärn. Den cykliska grafen C_{4} ritad som en kvadrat kan tryckas till av den blåa kraften så att den blir en parallellogram. Det är därmed en flexibel graf.
K_{3}, ritad som en triangel kan inte fås att ändra form och är motsatsen, en rigid graf.

Inom diskret geometri och mekanik är strukturell rigiditet en kombinatorisk teori för att förutsäga flexibiliteten hos uppsättningar bildade av stela kroppar ihopsatta med flexibla sammankopplingar eller gångjärn.

## Definition
Rigiditet är egenskapen hos en struktur att den inte böjs eller viker sig under en pålagd kraft och dess motsats är flexibilitet. Inom teorin för strukturell rigiditet skapas strukturer av uppsättningar av föremål som i sig själva är stela, vanligen av enkel form som exempelvis stavar, och som hålls samman av böjliga leder. En struktur är rigid om dess form inte kan förändras utan att förändra formen hos de ingående delarna.
En rigid graf är en inbäddning av en graf i ett euklidiskt rum som är strukturellt rigid. Det vill säga att en graf är rigid om strukturen som bildas om man ersätter kanterna med stela stavar och hörnen med böjliga gångjärn är rigid. En graf som inte är rigid kallas flexibel. Mer formellt är grafens inbäddning flexibel om hörnen kan flyttas kontinuerligt så att avstånden bibehålls mellan "grannhörn" på ett sådant sätt att avstånden mellan hörn som inte är grannar förändras. Det senare förhållandet utesluter enkla euklidiska kongruenser som translation och rotation.
Det är också möjligt att beakta rigiditetsproblem för grafer i vilka vissa kanter representerar kompressionselement (som kan sträckas men inte pressas samman) medan andra kanter representerar tensionselement (som kan pressas samman men inte töjas). En rigid graf med den här typen av kanter bildar en matematisk modell för studier av tensigritetsstrukturer.

## Historia
En av grundarna till den matematiska teorin för strukturell rigiditet var den framstående fysikern James Clerk Maxwell. Slutet av 1900-talet såg ett uppsving inom den matematiska rigiditetsteorin, vilket har fortsatt in på 2000-talet.